# Johann Hiebel

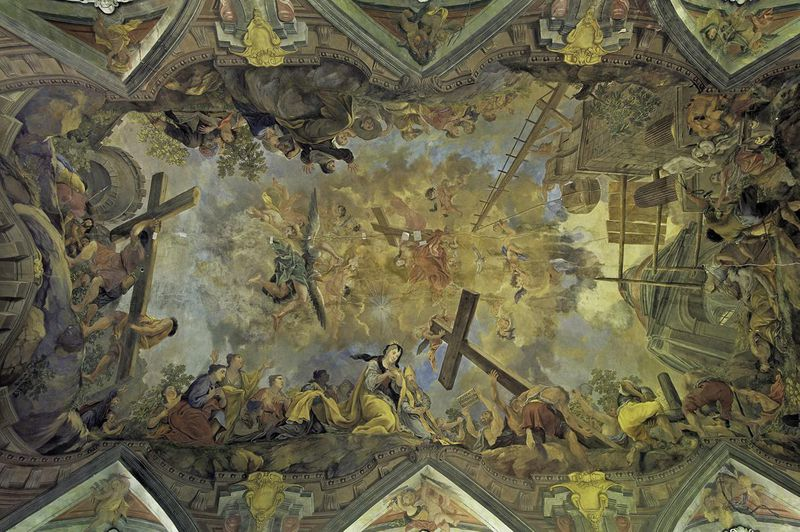
Kreuzlegende Rastatt

Johann Hiebel (* 1681 in Süddeutschland; † 17. Juni 1755 in Prag) war ein in Prag tätiger deutscher Maler und Freskant.

## Leben und Wirken
Hiebel studierte in Wangen im Allgäu bei Johann Siehelbein, danach in München bei Johann Kaspar Sing. Er setzte sein Studium 1706 in Wien beim italienischen illusionistischem Freskanten Andrea Pozzo fort.
Ab 1709 war Hiebel in Prag tätig, wo er 1710 Mitglied der Prager Malergilde und 1730 zu deren Oberältestem gewählt wurde. Dieses Amt bekleidete er bis 1749. 
Bei der Freskenmalerei arbeitete er mit Michael Wenzel Halbax und Peter Johann Brandl zusammen. Die meisten seiner Werke entstanden im Auftrag des Jesuitenordens.
Neben der Fresken schuf er einige Ölbilder sowie Kupferstiche.
Hiebel war Mitglied der Marianischen Kongregation am Clementinum. Er wurde in der Prager Teynkirche bestattet.